# Piper remotinervium
Piper remotinervium är en pepparväxtart som beskrevs av Görts. Piper remotinervium ingår i släktet Piper och familjen pepparväxter. Inga underarter finns listade i Catalogue of Life.